# La Laupie
La Laupie är en kommun i departementet Drôme i regionen Auvergne-Rhône-Alpes i sydöstra Frankrike. Kommunen ligger i kantonen Marsanne som tillhör arrondissementet Nyons. År 2022 hade La Laupie 776 invånare.

## Befolkningsutveckling
Antalet invånare i kommunen La Laupie
Referens:INSEE